# فرانک تارلف
فرانک تارلُف (انگلیسی: Frank Tarloff؛ زادهٔ ۴ فوریهٔ ۱۹۱۶ - درگذشت ۲۵ ژوئن ۱۹۹۹) نویسنده و فیلم‌نامه‌نویس اهل ایالات متحده آمریکا بود.
در سال ۱۹۵۳ میلادی، «کمیتهٔ بررسی فعالیت‌های ضدآمریکایی» در مجلس نمایندگان ایالات متحده آمریکا، فرانک تارلُف را فرا خواند تا دربارهٔ سوابق و رابطه‌اش با نازیسم و حزب کمونیست ایالات متحده آمریکا پرس و جو کند. نام او تا مدت‌ها در لیست سیاه دولت آمریکا بود و وی مجبور شد به مدت ۱۲ سال در لندن زندگی کند و با نام مستعار «دیوید آدلر» به فعالیت‌های هنری‌اش ادامه دهد. از کارهای وی در این دوره می‌توان به اندی گریفیت شو اشاره کرد.
او نامزد دریافت جایزهٔ انجمن نویسندگان آمریکا بابت «بهترین نویسنده کمدی» بود و در سال ۱۹۶۴ میلادی به همراه پیتر استون برندهٔ جایزه اسکار بهترین فیلم‌نامه غیراقتباسی شد.